# Австралійська горлиця
Австралійська горлиця (Geopelia) — рід голубових. Містить 5 видів.

## Поширення
Вони є рідними для Південно-Східної Азії та Австралії і найчастіше зустрічаються на відкритих просторах, серед чагарників та рідколісся, G. humeralis мешкають також в галерейних лісах уздовж річок, лісистій місцевості поблизу води, щільних мангрових лісах. Geopelia striata був завезений на Гаваї, де зараз є досить поширеним птахом.

## Морфологія
Це невеликі довгохвості птахи. Найбільшим видом є Geopelia humeralis, який досягає довжини тіла від 28 до 31 сантиметрів. Найменшим видом є Geopelia cuneata, який досягає довжини тіла 19.5 сантиметрів. Їх оперення в основному сірувато-коричневе з візерунком з плям або смуг. Характеристикою всіх п'яти видів є загострене зовнішнє пір'я.

## Поведінка
Живляться в основному насінням, яке знаходять на землі. Як правило, відкладають два яйця в простому гнізді з гілок і трави.